# NGC 1658
NGC 1658 (również PGC 15899) – galaktyka spiralna (Sbc), znajdująca się w gwiazdozbiorze Rylca. Odkrył ją John Herschel 1 grudnia 1837 roku.